# Adelaide Street Circuit

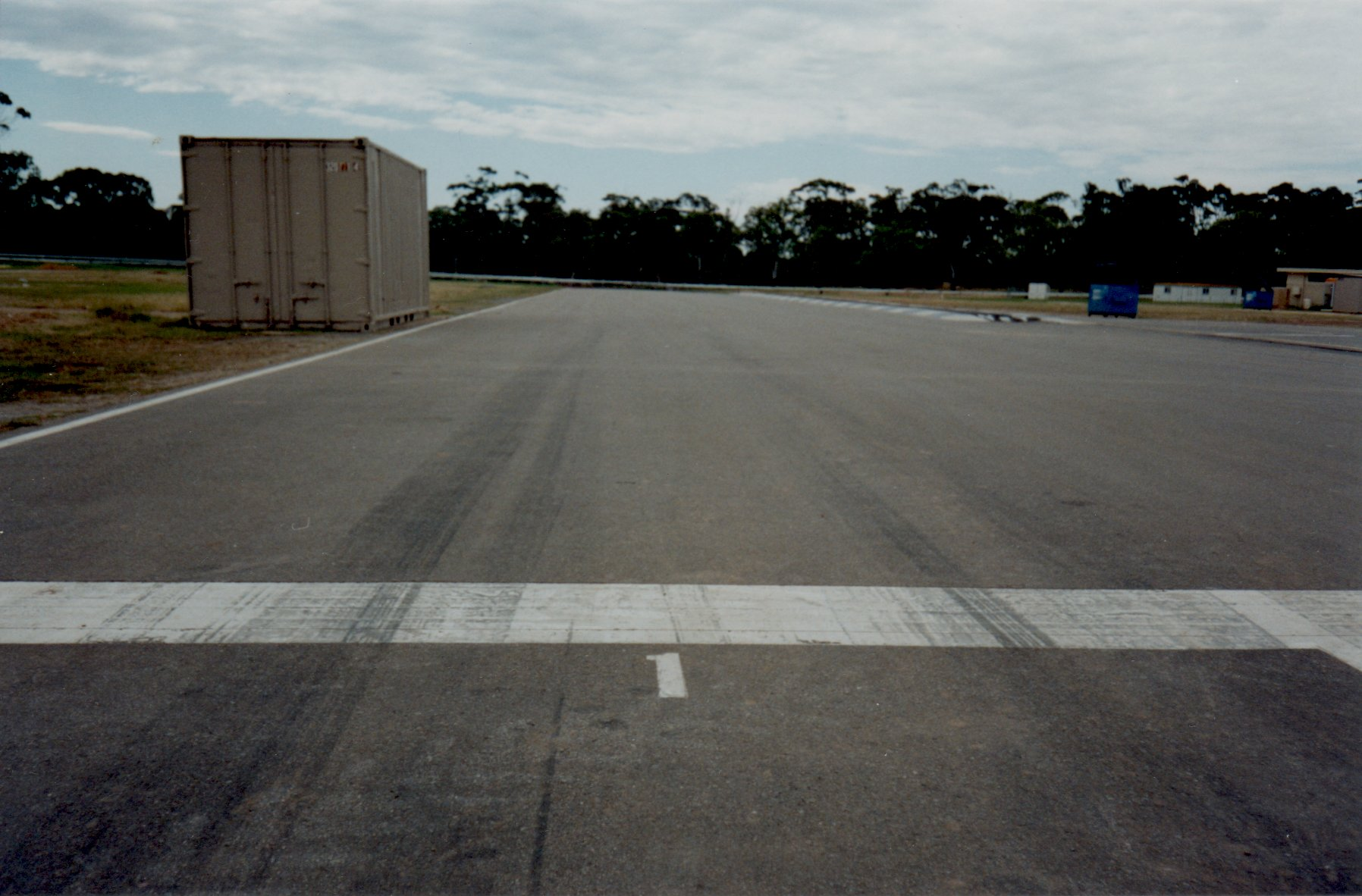
Start- und Zielgerade

Der Adelaide Street Circuit ist ein Straßenrennkurs in Adelaide, Australien. Von 1985 bis 1995 war die Strecke regelmäßiger Austragungsort des Großen Preises von Australien der Formel 1 und dabei stets das Saisonfinale. In den Jahren 1986 und 1994 wurde dort jeweils die Weltmeisterschaft entschieden.

## Strecke
Als Straßenkurs fungiert der Adelaide Circuit nicht als permanente Rennstrecke. Vielmehr werden zum größten Teil normale Verkehrsstraßen für die Rennveranstaltungen jeweils abgesperrt. Auch die Zuschauertribünen werden – ähnlich wie in Monte Carlo – erst zu den Rennwochenenden aufgebaut. Lediglich der letzte und erste Streckenabschnitt vor der Start- und Zielgeraden, die sich innerhalb des Victoria Park horse racing tracks befinden, sind als permanente Rennstrecke ausgelegt.

## Geschichte

### 1985
Der dreifache und amtierende Weltmeister Niki Lauda fuhr in dieser Saison in Adelaide das letzte Rennen seiner Formel-1-Karriere. Er schied in Führung liegend aus. Das Rennen gewann Keke Rosberg, der hiermit seinen Ruf als Spezialist für Straßenkurse festigte. Rosberg erzielte vier seiner fünf Rennsiege auf solchen Strecken; neben Adelaide hatte er zuvor in Monaco, Dallas und Detroit gesiegt.

### 1986
Der Grand Prix von Australien war 1986 das letzte Rennen der Saison und drei Piloten konnten noch Weltmeister werden: McLaren-Fahrer Alain Prost und die beiden Williams-Piloten Nigel Mansell und Nelson Piquet. Mansell reiste mit einem Punktvorsprung von sechs Zählern auf Prost und sieben auf Piquet in Adelaide an und sicherte sich in der Qualifikation die Pole-Position. Im Rennen verlor er jedoch den greifbar nahen Titel durch einen Reifenplatzer rund 20 Runden vor Schluss. Nachdem Piquet nach dem Ausfall von Mansell als Vorsichtsmaßnahme die Box zum Reifenwechsel angesteuert hatte, konnte Prost die Führung übernehmen. Alain Prost gewann das Rennen und auch die Weltmeisterschaft.

### 1988
Alain Prost gewann in Adelaide das letzte Rennen der ersten Turbo-Ära der Formel 1 (1977 bis 1988). Aufgrund von Streichresultaten musste sich Prost in der Weltmeisterschaft allerdings seinem Teamkollegen Ayrton Senna geschlagen geben, der in dieser Saison mehr Rennen gewonnen hatte.

### 1990
1990 fand in Adelaide der 500. Formel-1-Grand-Prix der Geschichte statt. Jubiläumssieger wurde der dreifache Weltmeister Nelson Piquet im Benetton.

### 1991
Ayrton Senna siegte im bis dahin kürzesten Grand Prix der Formel-1-Geschichte. Das Rennen wurde nach nur 15 Runden abgebrochen, nachdem sintflutartige Regenfälle die Strecke geflutet hatten. Noch kürzer war lediglich 30 Jahre später der Große Preis von Belgien 2021, bei dem ebenfalls aus Witterungsgründen lediglich eine Runde hinter dem Safety-Car gefahren wurde.

### 1993
Wie sich erst im Mai 1994 herausstellen sollte, gewann Ayrton Senna hier sein 41. und letztes Rennen. Sein Erzrivale Alain Prost fuhr den letzten Grand Prix seiner Karriere und beendete das Rennen als Zweiter hinter Senna, der ihn bei der Siegerehrung als Geste der Versöhnung mit auf die oberste Stufe des Siegerpodests bat.

### 1994
Wie 1986 wurde auch 1994 die WM im letzten Rennen der Saison in Adelaide entschieden. Mit einem Punkt Vorsprung vor seinem Kontrahenten Damon Hill reiste Michael Schumacher nach Australien. Die beiden Fahrer dominierten das Geschehen auf dem Stadtkurs. In der 36. Runde verließ Schumacher in Führung liegend nach einem Fahrfehler die Strecke und touchierte eine Mauer. Er lenkte seinen Wagen bei vermindertem Tempo zurück auf die Strecke, wo Hill ihn gleich zu überholen versuchte. Die beiden Fahrzeuge kollidierten, Hill und Schumacher fielen aus. Dem Deutschen reichte sein Punktvorsprung zum Gewinn der Weltmeisterschaft.

### 1995
Beim Saisonfinale 1995 fand zum letzten Mal ein Formel-1-Rennen auf diesem Kurs statt. Im freien Freitagstraining verunglückte der spätere Doppelweltmeister Mika Häkkinen lebensgefährlich. Er hatte sich einen Hinterreifen seines McLaren-Mercedes aufgeschlitzt, drehte sich und prallte mit hoher Geschwindigkeit seitlich in eine Mauer, die an dieser Stelle mit nur einer Reihe Reifenstapeln gesichert war. Die Folge waren schwerste Kopf- und Halsverletzungen, die einen sofortigen Luftröhrenschnitt noch an der Unfallstelle durch Rennarzt Sid Watkins erforderlich machten. Häkkinen erholte sich nur allmählich wieder, seine rechte Gesichtshälfte ist seitdem gelähmt.
Das Rennen am folgenden Sonntag gewann Damon Hill im Williams-Renault mit 2 Runden Vorsprung vor Olivier Panis und Gianni Morbidelli. 

### V8 Supercars
Seit 1999 ist Adelaide Ausrichter des jährlich stattfindenden Clipsal-500-Rennens der australischen Tourenwagenmeisterschaft V8 Supercars.

## Statistik

### Formel-1-Streckenrekorde
- Qualifikation: 1:13,371 min (Ayrton Senna, McLaren, 1993)
- Schnellste Rennrunde: 1:15,381 min (Damon Hill, Williams, 1993)

### Alle Sieger von Formel-1-Rennen in Adelaide
| Nr. | Jahr | Fahrer          | Konstrukteur | Motor         | Reifen | Zeit          | Streckenlänge | Runden | Ø-Tempo      | Datum        | GP von     |
| --- | ---- | --------------- | ------------ | ------------- | ------ | ------------- | ------------- | ------ | ------------ | ------------ | ---------- |
| 1   | 1985 | Keke Rosberg    | Williams     | Honda         | G      | 2:00:40,473 h | 3,778 km      | 82     | 154,032 km/h | 3. November  | Australien |
| 2   | 1986 | Alain Prost     | McLaren      | Porsche (TAG) | G      | 1:54:20,388 h | 3,779 km      | 82     | 162,609 km/h | 26. Oktober  | Australien |
| 3   | 1987 | Gerhard Berger  | Ferrari      | Ferrari       | G      | 1:52:56,144 h | 3,779 km      | 82     | 164,631 km/h | 15. November | Australien |
| 4   | 1988 | Alain Prost     | McLaren      | Honda         | G      | 1:53:14,676 h | 3,780 km      | 82     | 164,225 km/h | 13. November | Australien |
| 5   | 1989 | Thierry Boutsen | Williams     | Renault       | G      | 2:00:17,421 h | 3,780 km      | 70     | 131,981 km/h | 5. November  | Australien |
| 6   | 1990 | Nelson Piquet   | Benetton     | Ford          | G      | 1:49:44,570 h | 3,780 km      | 81     | 167,399 km/h | 4. November  | Australien |
| 7   | 1991 | Ayrton Senna    | McLaren      | Honda         | G      | 0:24:34,899 h | 3,780 km      | 14     | 129,170 km/h | 3. November  | Australien |
| 8   | 1992 | Gerhard Berger  | McLaren      | Honda         | G      | 1:46:54,786 h | 3,780 km      | 81     | 171,829 km/h | 8. November  | Australien |
| 9   | 1993 | Ayrton Senna    | McLaren      | Ford          | G      | 1:43:27,476 h | 3,780 km      | 79     | 173,183 km/h | 7. November  | Australien |
| 10  | 1994 | Nigel Mansell   | Williams     | Renault       | G      | 1:47:51,480 h | 3,780 km      | 81     | 170,324 km/h | 13. November | Australien |
| 11  | 1995 | Damon Hill      | Williams     | Renault       | G      | 1:49:15,946 h | 3,780 km      | 81     | 168,130 km/h | 12. November | Australien |

Rekordsieger
Fahrer: Gerhard Berger/Alain Prost/Ayrton Senna (je 2) • Fahrernationen: Brasilien (3) • Konstrukteure: McLaren (5) • Motorenhersteller: Honda (4) • Reifenhersteller: Goodyear (11)